# Korupcija
Korupcija (lat. corruptus – potplaćen) ili podmitljivost u pravnom smislu kazneno djelo zlouporabe povjerenja ili dužnosti koju se obnaša u upravi, sudskoj vlasti, gospodarstvu, politici, školstvu, kulturi i umjetnosti te u negospodarskim subjektima ili organizacijama, radi stjecanja materijalne ili nematerijalne koristi na koju nema pravnu osnovu. Korupcija označava potplaćivanje. U političkim pogledu je po definiciji politologa Harolda Dwighta Lasswella povrjeda općeg interesa zbog osobnoga koristoljublja.
Po drugim definicijama se korupcija definira i kao „moralna pokvarenost“.
Srž korupcije sastoji se u tome, da pojedinci ili skupine nekažnjeno krše pravila koja, u pravilu vrijede za sve članove društva. Na taj način postaju konkurentniji na tržištu od onih koji igraju po pravilima. Rezultat je negativna selekcija, tj. narušavanje djelovanja tržišnog mehanizma selekcije po sposobnosti, što vodi do sporijeg gospodarskog napretka i slabljenja države. Korupcija je osnovni uzrok propasti civilizacija i država. Kada većina građana shvati, da žive u zajednici gdje netko može raditi što želi, a drugi moraju poštovati pravila, nestaje ljubav prema takvoj zajednici i spremnost za žrtvovanje, te zajednica polako, ali sigurno propada. 
Podjela vlasti na izvršnu, zakonodavnu i sudsku otvara mogućnost, da se ove tri vlasti međusobno kontroliraju, čime je smanjena mogućnost korupcije. Koncentracija moći na jednom mjestu bez mogućnosti kontrole povećava pojavu korupcije.

## Povijest
U Europi je korupcija na feudalnim dvorovima 18. stoljeća imala sustavnu narav. Diplomati su svojodobno imali neku vrstu prava na to da ih se potplati.

### Transparency International
Organizacija Transparency International definira korupciju kao zlouporabu povjerene moći radi osobne zarade (Corruption is operationally defined as the misuse of entrusted power for private gain.)

## Vanjske poveznice
- Mup.hr
- Ministarstvo pravosuđa RH: brošura "Korupcija", Zagreb, rujan 2011.  Arhivirana inačica izvorne stranice od 22. travnja 2012. (Wayback Machine)
- (njem.) Transparency International: Lista korumpiranosti  Arhivirana inačica izvorne stranice od 31. prosinca 2008. (Wayback Machine)
- (engl.) Indeks percepcije korupcije  Arhivirana inačica izvorne stranice od 21. srpnja 2006. (Wayback Machine)
- (engl.) IPS Inter Press Service  Arhivirana inačica izvorne stranice od 5. svibnja 2012. (Wayback Machine)
- (engl.) European Partners Against Corruption
- (engl.) Ministarstvo pravosuđa RH: brošura "Korupcija"  Arhivirana inačica izvorne stranice od 22. travnja 2012. (Wayback Machine)